# Moderne Schwertkunst
Moderne Schwertkunst ist eine vom Bayerischen Landes-Sportverband e.V. anerkannte Sportart, organisiert im Verband für Moderne Schwertkunst in Bayern e. V. (VMSB, seit 2002).
Die Sportart kombiniert Philosophie und Tradition der asiatischen Kampfkünste mit Techniken vor allem der mittelalterlichen europäischen Kampfkünste. Seit 2014 werden auch überregionale Meisterschaften in der Modernen Schwertkunst ausgerichtet.

## Geschichte
Um öffentliche Trainingshallen nutzen zu können und dabei gleichzeitig wie bei einem regulären Sportbetrieb versichert zu sein, gründete eine Interessengemeinschaft im Jahre 2002 Moderne Schwertkunst als Sportart für gemeinnützige Sportvereine. Zu den Richtlinien des Bayerischen Kultusministeriums, die sich über die Vorgaben des Bayerischen Landessportverbands e.V. (BLSV) äußern, gehörten auf der einen Seite, dass sich alle in Sportvereinen trainierenden Gruppen in einem Dachverband zusammenschließen mussten, auf der anderen Seite musste Rechenschaft über die Inhalte der Sportart, ihre Trainerausbildung und ihre Mitgliederstärke abgelegt werden.
Als den bis dato nur in Bayern existierenden Sportvereinen, die Moderne Schwertkunst daraufhin anbieten sollten, hierarchisch übergeordneter Dachverband wurde der Verband für Moderne Schwertkunst in Bayern e.V. (VMSB) ins Leben gerufen. Dieser wurde mit dem Kooperationsvertrag vom 14. April 2004 zwischen dem Bayerischen Fechtverband e.V. und dem VMSB in den BLSV aufgenommen. Damit war Moderne Schwertkunst als Sportart in Bayern offiziell anerkannt und konnte staatlich gefördert werden.
Als Moderne Schwertkunst bezeichnen sich heute jene speziellen Formen des Umgangs mit dem europäischen Schwert, die den Vorgaben des VMSB hinsichtlich Ausbildung, Sport- und Wettkampfbetrieb folgen.

## Verband
Heute ist der VMSB nicht mehr beim BFV, sondern beim Bayerischen Karate Bund e.V. im BLSV angegliedert.
Der Verband regelt alle organisatorischen Angelegenheiten der Sportart Moderne Schwertkunst. Darunter fallen der mehrstufige Unterrichts-Lehrplan oder Richtlinien zur Beschaffenheit der Sportgeräte (z. B. Schwert oder Schutzausrüstung) ebenso wie die Veranstaltung von Trainerfortbildungen oder die sportlich-technische Weiterentwicklung der Sportart. Der VMSB koordiniert die Sportart Moderne Schwertkunst landes- und bundesweit, um für die Wettkämpfe und andere gemeinsame Veranstaltungen gewährleisten zu können, dass alle Einzelsportler die Sportart auf dieselbe Art und Weise ausüben: mit unfallpräventiv sicheren Übungen und Geräten, mit sportmedizinisch gesunden Techniken, mit einem didaktisch sinnvollen Lehrplan und vor allem mit entsprechendem Sportversicherungsschutz.

## Schwerter
Das Übungsschwert für das Training wird aus Holz gefertigt, im freien Kampf kommen belastbarere Schwerter aus Kunststoff zum Einsatz.